# Nikolaï Panine
Pour les articles homonymes, voir Panine.
Nikolai Alexandrovitch Panine-Kolomenkine était un patineur artistique et tireur russe, né le 13 janvier 1874 à Khrenovoïe (Gouvernement de Voronej) et mort le 19 janvier 1956 à Léningrad. Il est introduit dans le World Figure Skating Hall of Fame le 15 février 2009.

## Biographie

### Carrière sportive
Pratiquant divers sports dans sa jeunesse, Nikolai Kolomenkin découvre le patinage artistique en 1893 alors qu'il étudie à l'université impériale de Saint-Pétersbourg, où il sera diplômé en mathématiques en 1898.
Il est médaillé d'argent au Championnat du monde de patinage artistique 1903, médaillé de bronze au Championnat d'Europe de patinage artistique 1904, médaillé d'argent au Championnat d'Europe de patinage artistique 1908, et champion de Russie de 1901 à 1905 et en 1907. Il remporte aux Jeux olympiques de 1908 à Londres le titre olympique en figures spéciales, devenant ainsi le premier champion olympique de l'histoire du sport russe. Il participe aussi au concours individuel hommes mais abandonne durant le concours.
Il pratique aussi le tir sportif au plus haut niveau en disputant les épreuves de tir des Jeux olympiques d'été de 1912, terminant huitième en tir au pistolet à 50 mètres et quatrième par équipe.

### Reconversion
Il a été secrétaire général du Comité olympique russe de 1915 à 1917.
Mort à Léningrad, il est enterré au cimetière Serafimovski.

## Palmarès
| Compétition                               | 1901 | 1902 | 1903 | 1904 | 1905 | 1906 | 1907 | 1908 |
| Jeux olympiques d'été - Épreuve masculine |      |      |      |      |      |      |      | A    |
| Jeux olympiques d'été - Figures spéciales |      |      |      |      |      |      |      | 1er  |
| Championnats du monde                     |      |      | 2e   |      |      |      |      |      |
| Championnats d’Europe                     |      |      |      | 3e   |      |      |      | 2e   |
| Championnats de Russie                    | 1er  | 1er  | 1er  | 1er  | 1er  |      | 1er  |      |
| Légende : A= Abandon                      |      |      |      |      |      |      |      |      |